# Confine tra Kirghizistan e Tagikistan
Il confine tra il Kirghizistan e il Tagikistan ha una lunghezza di 984 km e parte dal triplice confine con l'Uzbekistan al triplice confine con la Cina.

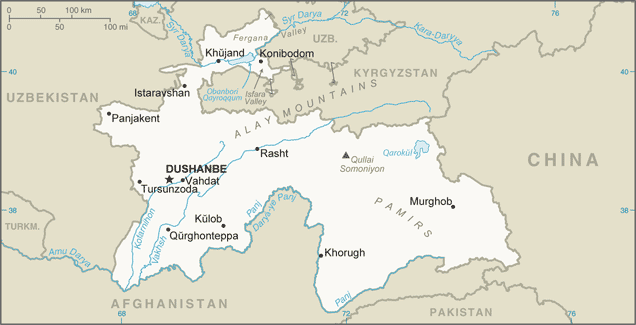
Mappa del Tagikistan che mostra il confine con il Kirghizistan

## Descrizione
Il confine inizia a nord al triplice confine con l'Uzbekistan nella valle di Fergana e prosegue pressappoco verso ovest, con una sporgenza territoriale tagica presso la città di Choruǧ; raggiunge quasi il bacino idrico di Kayrakkum, ma una sottile striscia di territorio tagico si trova tra il bacino e il confine. Da questo punto il tracciato prosegue verso sud vicino all'enclave tagika di Kayragach prima di virare bruscamente verso est raggiungendo i monti Turkistan. Il confine segue infine questa catena, e le catene montuose di Alaj e Trans-Alaj, verso est fino al triplice confine cinese.

## Enclavi

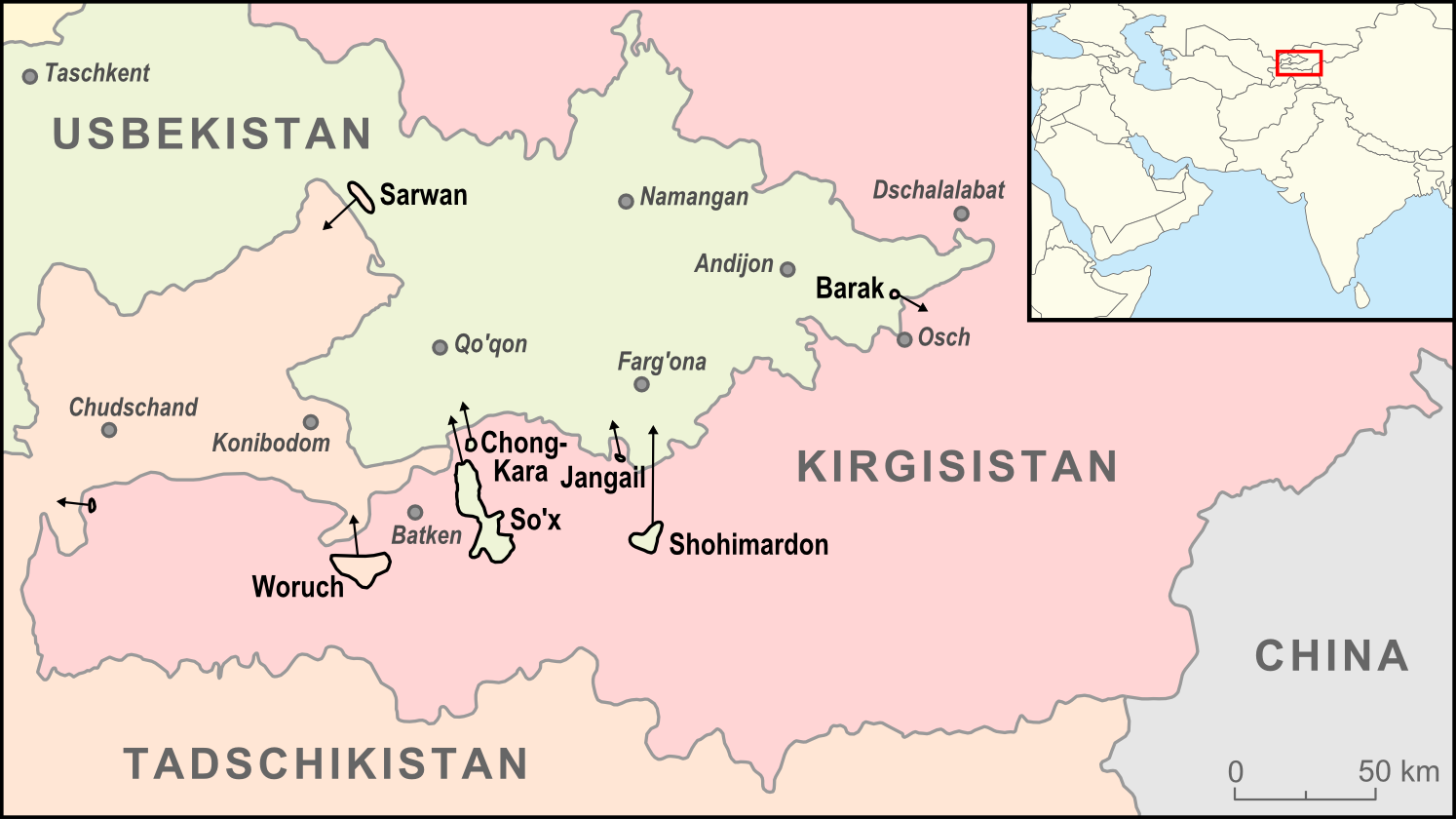
Mappa che mostra le enclavi del Tagikistan; Kayragach è la più piccola posta all'estrema sinistra

Ci sono due enclavi lungo il confine (Vorukh e Kayragach), entrambe enclavi tagike all'interno del Kirghizistan. 

## Storia
La Russia ha conquistato l'Asia centrale nel XIX secolo annettendo i Khanati precedentemente indipendenti di Kokand e Khiva e l'Emirato di Bukhara. Dopo la presa al potere dei comunisti nel 1917 che crearono l'Unione Sovietica, fu deciso di dividere l'Asia centrale in repubbliche su base etnica in un processo noto come Delimitazione Territoriale Nazionale (o NTD). 
I sovietici miravano a creare delle repubbliche etnicamente omogenee, ma molte aree erano etnicamente miste (ad esempio la valle di Fergana) e spesso si rivelò difficile assegnare un'etichetta etnica "corretta" ad alcuni popoli (ad esempio il gruppo etnico misto tagico-uzbeko dei Sart, o le varie Tribù turkmene / uzbeke lungo l'Amu Darya). I sovietici erano spesso ostacolati dalla mancanza di conoscenze specialistiche e dalla scarsità di dati etnografici accurati o aggiornati sulla regione. Inoltre l'NTD mirava anche a creare entità "vitali" legate ad aspetti economici, geografici, agricoli e infrastrutturali da prendere in considerazione e che spesso superassero quelli etnici. Il tentativo di bilanciare questi obiettivi contraddittori all'interno di un quadro nazionalista globale si rivelò estremamente difficile e spesso impossibile, con il risultato di tracciare confini spesso tortuosi, enclavi multiple e l'inevitabile creazione di grandi minoranze che finirono per vivere nella repubblica "sbagliata". Inoltre, i sovietici non hanno mai voluto che questi confini diventassero frontiere internazionali come lo sono oggi. 

Asia centrale sovietica nel 1922 prima della delimitazione nazionale

La delimitazione territoriale nazionale dell'area lungo linee etniche era stata proposta già nel 1920.
 In quel periodo l'Asia centrale contemplava due Repubbliche Socialiste Sovietiche Autonome (RSSA) all'interno della RSFS Russa: la RSSA del Turkestan, creata nell'aprile 1918 e che comprendeva gran parte degli attuali territori del Kazakistan meridionale, dell'Uzbekistan e del Tagikistan, nonché il Turkmenistan), e la Repubblica Socialista Sovietica Autonoma Kirghisa creata il 26 agosto 1920 nel territorio più o meno coincidente con la parte settentrionale dell'odierno Kazakistan (in quel periodo i kazaki erano indicati come "kirghisi" e gli attuali kirghisi erano considerati un sottogruppo dei kazaki indicati come "karakirghisi", cioè abitanti della montagna "neri-kirghisi"). C'erano anche le due "repubbliche" che succedevano dell'Emirato di Bukhara e del Khanato di Khiva, che furono trasformate nelle Repubbliche Sovietiche Popolari di Bukhara e Khorezm dopo l'acquisizione da parte dell'Armata Rossa nel 1920.
Il 25 febbraio 1924 i membri del Politburo del Comitato centrale dell'Unione Sovietica annunciarono che avrebbero proceduto con la delimitazione territoriale in Asia centrale. Il processo doveva essere supervisionato da un comitato speciale dell'Ufficio dell'Asia centrale, con tre sottocomitati per ciascuna di quelle che erano considerate le principali nazionalità della regione (kazaki, turkmeni e uzbeki), con un lavoro quindi estremamente rapido. C'erano piani iniziali per mantenere Bukhara e Khorezm, ma alla fine fu deciso di dividerle nell'aprile 1924, a causa dell'opposizione spesso vocale dei loro partiti comunisti.
In origine il confine era molto più lungo, poiché la RSS uzbeka includeva la regione di Khojand e il resto di quello che è adesso il Tagikistan come RSS tagica. Il confine assunse la sua posizione attuale nel 1929, con il Tagikistan che guadagnava il Khojand e diventava un RSS completa. L'Oblast autonomo Karakirghiso era originariamente all'interno della RSS Russa nell'ottobre 1924, con i confini corrispondenti a quelli del moderno Kirghizistan. Divenne la RSS Kirghisa nel 1936.
Il confine è diventato una frontiera internazionale nel 1991 in seguito alla dissoluzione dell'Unione Sovietica e all'indipendenza delle repubbliche costituenti. Ci sono state tensioni nell'era post-indipendenza sulla delimitazione delle frontiere e sulle attività di polizia, e specialmente dopo un'incursione del Movimento islamico dell'Uzbekistan (IMU) in Kirghizistan dal territorio tagico nel 1999/2000.
La delimitazione dei confini è stata siglata tramite un accordo tra i due paesi nel marzo 2025.

## Dispute territoriali
Il confine tortuoso tra i due paesi è particolarmente teso poiché oltre un terzo dei suoi 1.000 km di lunghezza è contestato. Le restrizioni all'accesso alla terra e all'acqua che le comunità considerano come loro hanno spesso portato in passato a scontri mortali.
I combattimenti dell'aprile e nel maggio 2021 sono stati più pesanti degli ultimi anni: secondo le autorità kirghise almeno 31 persone sono state uccise nel conflitto nella regione kirghisa di Batken che circonda l'enclave tagika di Vorukh.
Il 14 settembre 2022 scoppia nuovamente il conflitto per il controllo del confine causando un numero maggiore di vittime rispetto a quelle attestate l'anno precedente.

## Valichi di frontiera
- Batken (KGZ) - Isfara (TJK) (strada)[29]
- Kulundu (KGZ) - Ovchi Kalacha (TJK) (strada)
- Madaniyat (KGYZ) - Madaniyay (TJK) (strada)
- Karamyk (KGZ) - Daroot Korgan (TJK) (strada)
- Bor-Doba (KGZ) - Kyzylart (TJK) (strada)

## Insediamenti vicino al confine

### Kirghizistan
- Batken
- Samarkandyk
- Tsentralnoye
- Kulundu
- Sulukta
- Samat
- Ak-Suu
- Kök-Tash
- Kara-Teyit
- Karamyk
- Bor-Doba

### Tagikistan
- Lakkon
- Kulkent
- Navgilem
- Isfara
- Surkh
- Chorku, Tagikistan
- Shurab, Tagikistan
- Qistaquz
- Ghafurov
- Proletarsk
- Mujum
- Dakhkat
- Rosrovut

## Mappe storiche
Mappe storiche in lingua inglese del confine tra RSS kirghiso e RSS tagico, dalla metà alla fine del XX secolo:

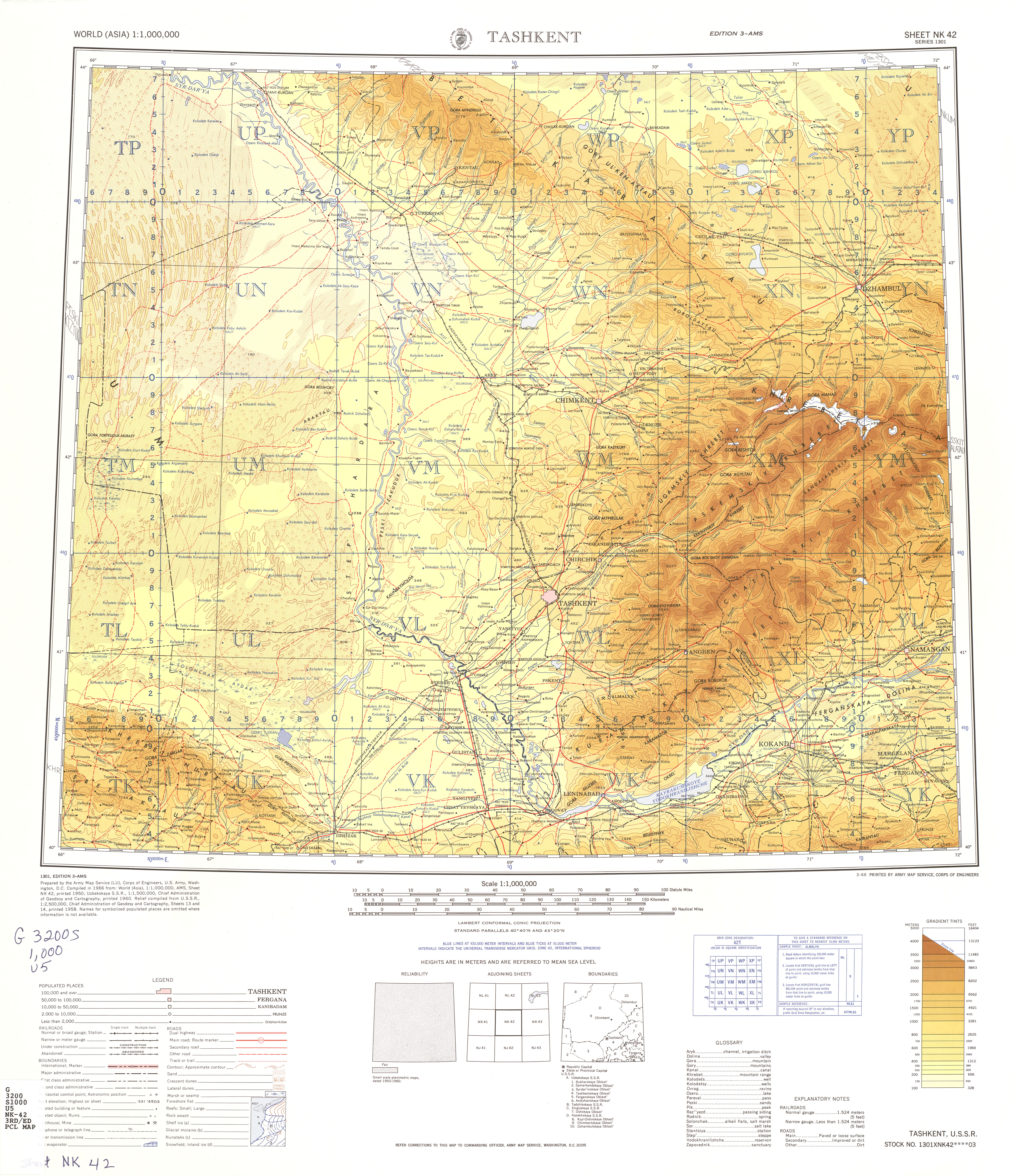
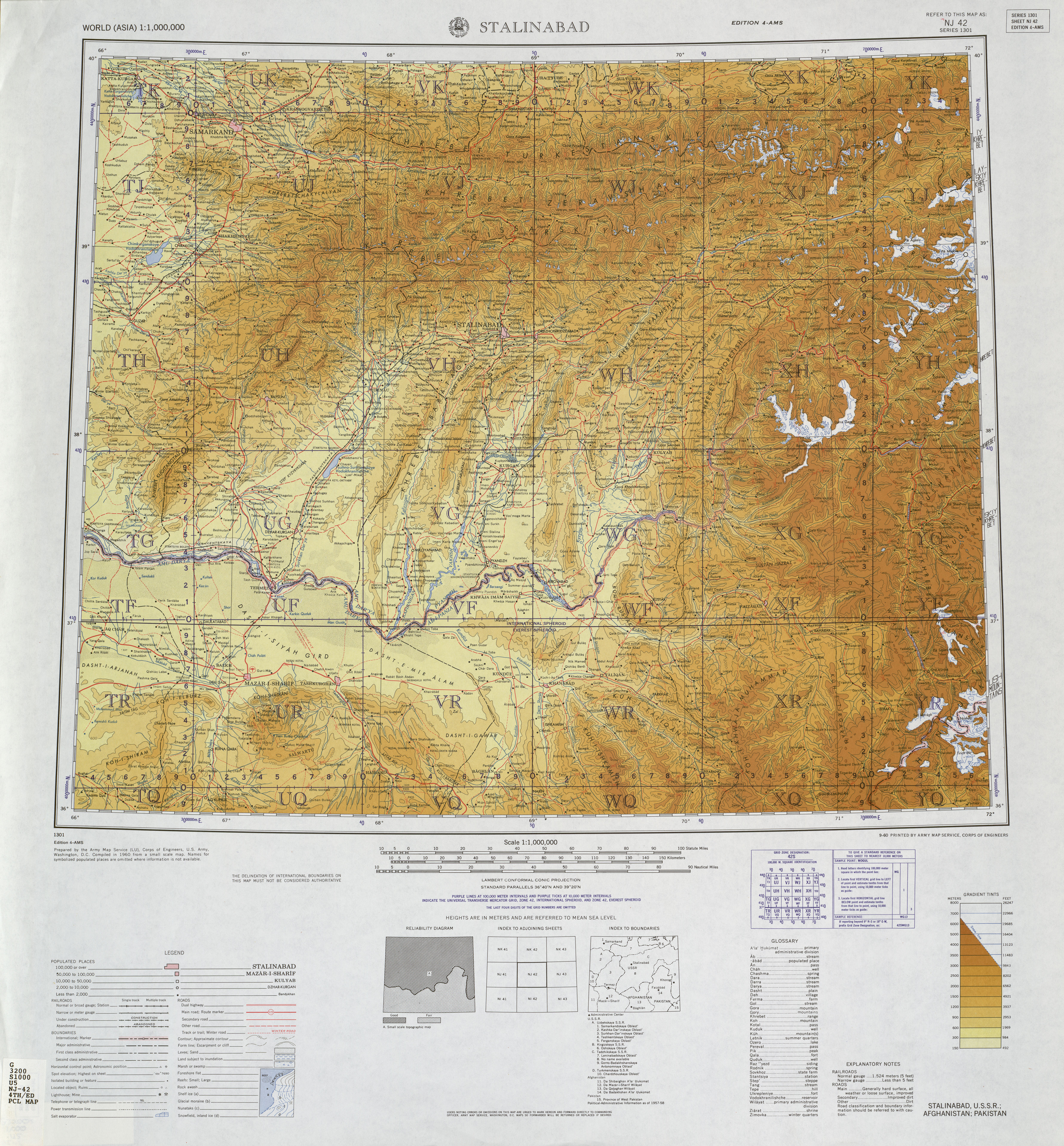
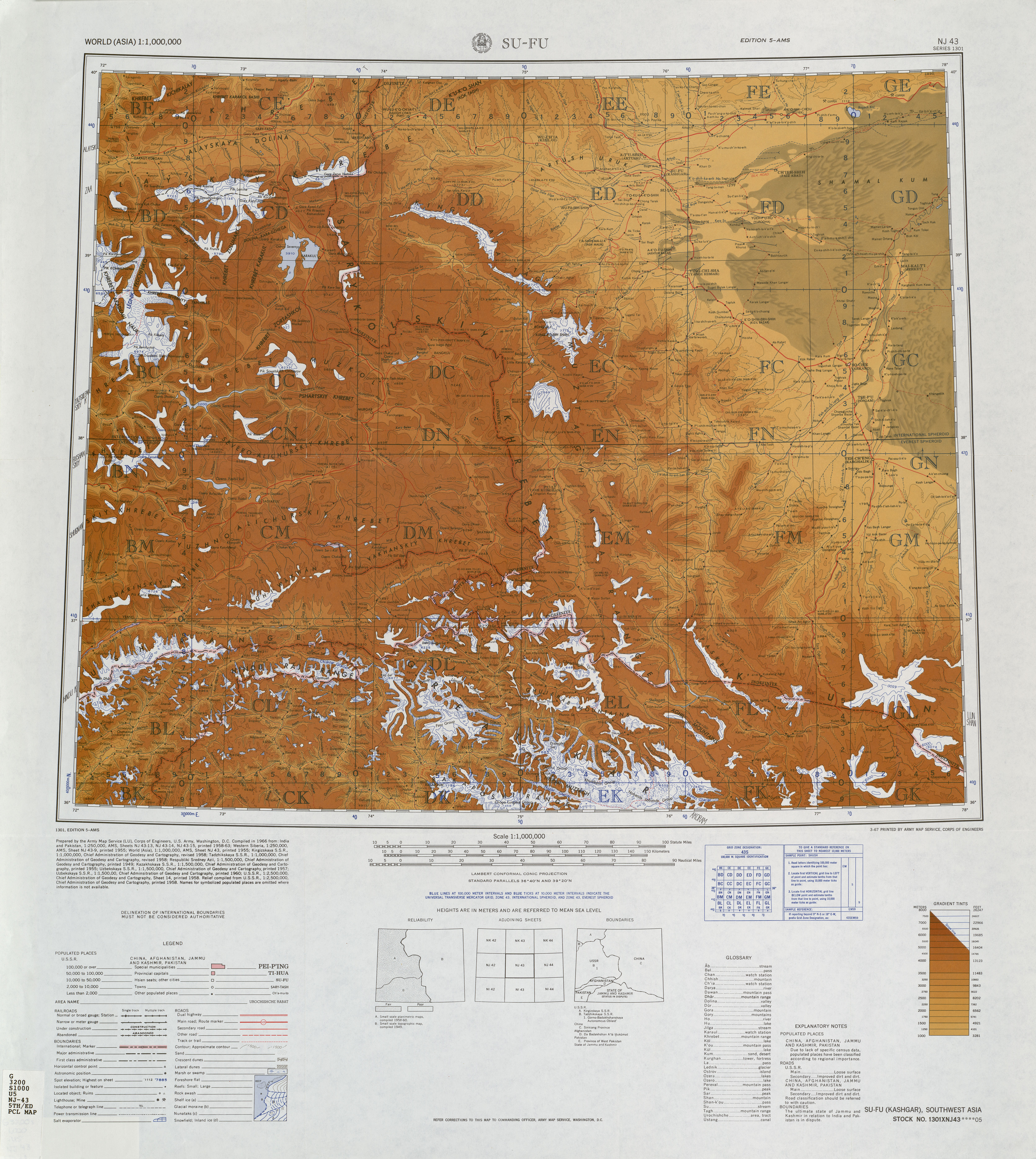